# Tim Hutchinson
Pour les articles homonymes, voir Hutchinson.
Young Timothy Hutchinson, dit Tim Hutchinson, né le 11 août 1949 à Bentonville (Arkansas), est un homme politique américain. Membre du Parti républicain, il est élu de l'Arkansas à la Chambre des représentants des États-Unis de 1993 à 1997, puis au Sénat des États-Unis de 1997 à 2003. Candidat à sa réélection en 2002, il est battu par Mark Pryor, candidat du Parti démocrate et fils de David Pryor, son prédécesseur au Sénat.
Il est le frère d'Asa Hutchinson (né en 1950), gouverneur de l'Arkansas depuis 2015.